# LaTeX2html
LaTeX2html ist ein in der Programmiersprache Perl geschriebener Konverter für TeX und LaTeX. Er ermöglicht, die TeX-Quellen in HTML umzuwandeln, und damit ohne großen Aufwand in TeX bzw. LaTeX erstellte Dokumente auch online im Web bereitzustellen. Des Weiteren lassen sich in die TeX-Quellen auch HTML-Tags einbinden, die der TeX-Compiler nicht interpretiert.
Seit 2001 wird das Projekt nicht mehr gepflegt. Als Ersatz bieten sich die in Zielsetzung und Entwicklungsstand sehr unterschiedlichen Projekte TeX4ht, Hyperlatex, TtH und plasTeX an.
Die ursprüngliche Version wurde 1993 von Nikos Drakos geschrieben.